# Bad Girl (singolo La Toya Jackson)
Bad Girl è il primo singolo estratto dall'album Bad Girl della cantautrice e ballerina statunitense LaToya Jackson. Fu pubblicato nel 1989.

## Descrizione
Nel 1989 la Jackson iniziò a lavorare al suo sesto album con il produttore tedesco Anthony Monn. Bad Girl fu scelto come singolo di apertura ed uscì in Germania a metà 1989 ma non riuscì a entrare nelle classifiche.

## Promozione
In seguito a una grande campagna promozionale, a giugno 1989 la popstar presentò la canzone in quattro programmi televisivi diversi, tra cui Na Siehste!, condotto da Günther Jauch, dove aveva già proposto il suo precedente singolo, You Blew, seguito da un'interpretazione a ZDF Fernsehgarten e una a NDR Talk-Show, le ultime due nella stessa giornata. Cantò lo stesso brano anche a Eurotops, un altro programma televisivo tedesco trasmesso dalla NDR. In quest'ultimo la popstar comparve nello studio guidando una Cadillac convertibile rosa e poi danzò con due ballerini su uno sfondo blu che li ritraeva mentre ballavano per strada.

## Tracce
Singolo 7"
1. Bad Girl – 4:02
2. Bad Girl (Piano Man) – 4:12

Singolo 12"
1. Bad Girl (12" Version) – 7:00
2. Bad Girl – 4:02
3. Bad Girl (Piano Man) – 4:12

CD singolo
1. Bad Girl – 4:02
2. Bad Girl (Piano Man) – 4:12
3. Bad Girl (N.Y. - Munich House Mix))